# Paratemnoides plebejus
Paratemnoides plebejus är en spindeldjursart som först beskrevs av With 1906.  Paratemnoides plebejus ingår i släktet Paratemnoides och familjen Atemnidae. Inga underarter finns listade i Catalogue of Life.